# Hohnsteiner Kasper
Der Hohnsteiner Kasper ist der Name eines Figurentheaters mit Handspielpuppen aus der Sächsischen Schweiz. Dabei handelt es sich um eine als pädagogisch wertvoll bewertete Stilrichtung, die von dem Begründer Max Jacob herausgearbeitet wurde.

## Name
Der Name leitet sich von Burg Hohnstein ab, auf der die Spielgruppe und Max Jacob selbst ab 1928 zeitweilig lebten und ihre Aufführungen veranstalteten. Nach der nationalsozialistischen Machtergreifung 1933 mussten die Puppenspieler die Burg, die fortan als KZ diente, verlassen. Jacob, seine Frau Marie und die Kasperfamilie, wie sich die Hohnsteiner Mitarbeiterschar nannte, wohnten danach in Sichtweite der Burg im sogenannten Kasperhaus und betrieben dort eine Spielstätte, das wiederaufgebaute Puppenspielhaus der Pariser Weltausstellung, das nach dem Wegzug Jacobs nach Hamburg in ein Kino umgewandelt wurde und später leer stand. Mit Hilfe der Sparkassen-Kulturstiftung, Mitteln der EU (Ziel 3) sowie vieler Freiwilliger wurde es inzwischen wieder hergerichtet. Seit 1. März 2013 finden dort regelmäßig kulturelle Veranstaltungen statt.

## Stil

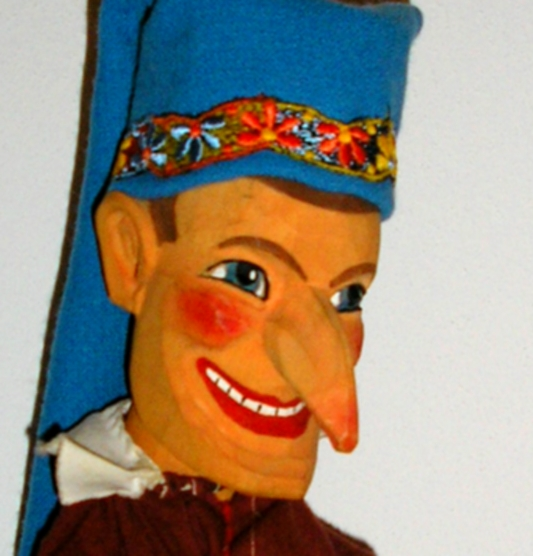
Der Hohnsteiner Kasper (Figur von Theo Eggink)

Im Mittelpunkt steht der Hohnsteiner Kasper, der seine Probleme und Schwierigkeiten nun nicht mehr mit der Bratpfanne oder dem Prügel löst, sondern mit Humor und Einfallsreichtum.
Der Hohnsteiner Kasper ist dabei aber kein Tugendbold, der die Kinder mit Moralpredigten langweilt. „Er tut das Moralische rein vorbildlich, er moralisiert aber nicht. Und dieses Vorbild nehmen die Kinder in sich auf.“ (Max Jacob: Wollt Ihr Kasper spielen? S. 21) Weitere Stilelemente sind das Spiel im Raum (Loslösung von der Spielleiste) sowie die Reduktion der Kulissen und Utensilien auf das Wesentliche. Statt ausgemalter Kulissen wurden oft verschiedenartige Vorhänge gewählt, vor denen die ausdrucksstarken Figuren noch besser wirkten.
Ein weiteres für die damalige Zeit neues Stilmittel war der Einsatz von eigens für die Inszenierungen komponierter Musik; bei den Hohnsteinern kam vor allem das Akkordeon zum Einsatz, live von den Puppenspielern hinter der Bühne gespielt, während auf der Spielleiste der Kasper mit einer Miniausführung des Instruments agierte. Zu den späteren Hohnsteinern gehörte u. a. Irmgard Wesemann, die sich als Komponistin der für den Hohnsteiner Stil typischen Musikstücke verdient gemacht hat: Trotz einfachster Instrumentierung und Melodie hatten diese Musikstücke im Zusammenhang mit den sensiblen Inszenierungen eine tiefgehende Wirkung auf das Publikum.

## Geschichte
Im Jahr 1921 erfolgte die erste Kasperaufführung von Max Jacob und seiner Puppenspielertruppe in Hartenstein im Erzgebirge. Neun Jahre später etablierte sich eine zweite Puppenbühne unter der Leitung von Hans Wickert, und ebenfalls im Jahr 1930 begannen Sendungen für das Kinderprogramm des Leipziger Rundfunks. 1934 erhielt die Truppe von der Stadt Hohnstein das so genannte „Kasperhaus“ zur Miete.
1937 traten die Hohnsteiner Puppenspieler auf der Weltausstellung in Paris auf und wurden mit einer Goldmedaille ausgezeichnet. Es folgte die Produktion eines ersten Kinovorfilms der Truppe mit dem Titel Der betrogene Räuber. Im Zweiten Weltkrieg wurde sie zur Truppenbetreuung an der Ostfront eingesetzt. Den Krieg überlebten nur Jacob, Jürgen Wetterer und sein zeitweiliges Ensemblemitglied Rudolf Fischer.
Im Jahr 1946 eröffnete Harald Schwarz eine Hohnsteiner Bühne in Hohnstein, später leitete er sie als Reisetheater von Essen aus, während der ursprüngliche Begründer der Hohnsteiner, Max Jacob, in Hamburg ansässig wurde. Die dritte Bühne wurde in Zusammenarbeit mit ihm 1949 von Friedrich Arndt gegründet. Im Jahr 1953 beendete Jacob seine Bühnenarbeit. Von 1948 bis 1954 entstanden sieben Kurzfilme mit den Puppen für das Kino. Erste Kasper-Schallplatten wurden ab 1958 von Friedrich Arndt bei der Tonträgerfirma Philips (Phonogram) aufgenommen.
Der Erfolg der Hohnsteiner Bühnen ermöglichte im Oktober 1962 den Aufbau einer weiteren Spieltruppe, die unter der Leitung von Erich Kürschner ebenfalls von Essen aus durch die Lande reiste, während Kürschners Frau Ottilie die Hohnsteiner Werkstatt eröffnete. Der Spielbetrieb wurde Mitte der 1970er Jahre nach dem frühen Tod Kürschners eingestellt.
Von 1964 an entstanden beim NDR und WDR unter Mitarbeit von Friedrich Arndt viele Fernsehsendungen, darunter die erste bekannte Kinderfernsehserie überhaupt. Die Hauptfiguren waren der Hohnsteiner Kasper und der Schauspieler Peter René Körner. Zunächst wurden die Sendungen im Fernsehstudio gedreht, später produzierte man an authentischen Orten rund um die Welt. Das Zusammenspiel von Puppen mit Menschen war Vorbild für spätere Serien, beispielsweise Hase Cäsar, Plumpaquatsch und Sesamstraße, mit der die Bühne später ebenfalls erfolgreich arbeitete. Auch Hallo Spencer wurde hier erfunden. 1970 beendete Arndt seine Bühnentätigkeit.
Danach blieb das Theater von Harald Schwarz die einzige in der direkten Nachfolge Max Jacobs tätige Hohnsteiner Puppenbühne. Mit Schwarz’ Tod erlosch die Tätigkeit der Hohnsteiner Puppenbühne. Manches spätere Reisetheater schmückt sich noch mit dem Namen „Hohnsteiner“, doch haben diese Bühnen personell nichts mit dem Original zu tun.
Hohnsteiner Kasperpuppen werden heute noch in Hohnstein hergestellt.
Seit Juli 2006 wird die Tradition des Hohnsteiner Handpuppenspiels vom Traditionsverein Hohnsteiner Kasper e. V. weitergeführt.